# Passage de la Providence
Le passage de la Providence est une voie du 20e arrondissement de Paris, en France.

## Situation et accès
Le passage de la Providence est situé dans le 20e arrondissement de Paris. Il débute au 70, rue des Haies et se termine au 14, cité Champagne.

## Origine du nom
Ce nom lui a été donné par la Société des Écoles libres de Charonne, qui était propriétaire des terrains.

## Historique
Cette voie est créée en 1898 sur une longueur de 63 mètres à partir de la rue des Haies sous le nom d'« impasse de la Providence » et est ouverte à la circulation publique par un arrêté du 23 juin 1959.
Prolongée dans le cadre de l'aménagement de la ZAC Réunion, elle devient un passage qui prend sa dénomination actuelle par un arrêté municipal du 18 juillet 1995.   